# Centrale thermique de Chita
La centrale thermique de Chita est une centrale thermique dans la préfecture d'Aichi au Japon.